# Аристофон (песник)
Аристофон (старогрчки: Αριστοφων) је био атински комични песник периода средње комедије. Вероватно је био победник бар једном на Ленејском фестивалу око 350. године пре нове ере (IG II2 2325.151).

## Сачувани наслови и фрагменти
Следећих осам наслова, заједно са петнаест повезаних фрагмената, су све што је сачувано од Аристофоновог опуса:
- Babias
- Twin Girls, or Pyraunos
- The Physician
- Callonides
- Perithous
- Plato
- The Pythagorean
- Philonides